# Ernesto Burzagli
Ernesto Burzagli (Modène, 7 juin 1873 – Montevarchi, 13 septembre 1944) est un amiral, homme politique et photographe italien.

## Biographie

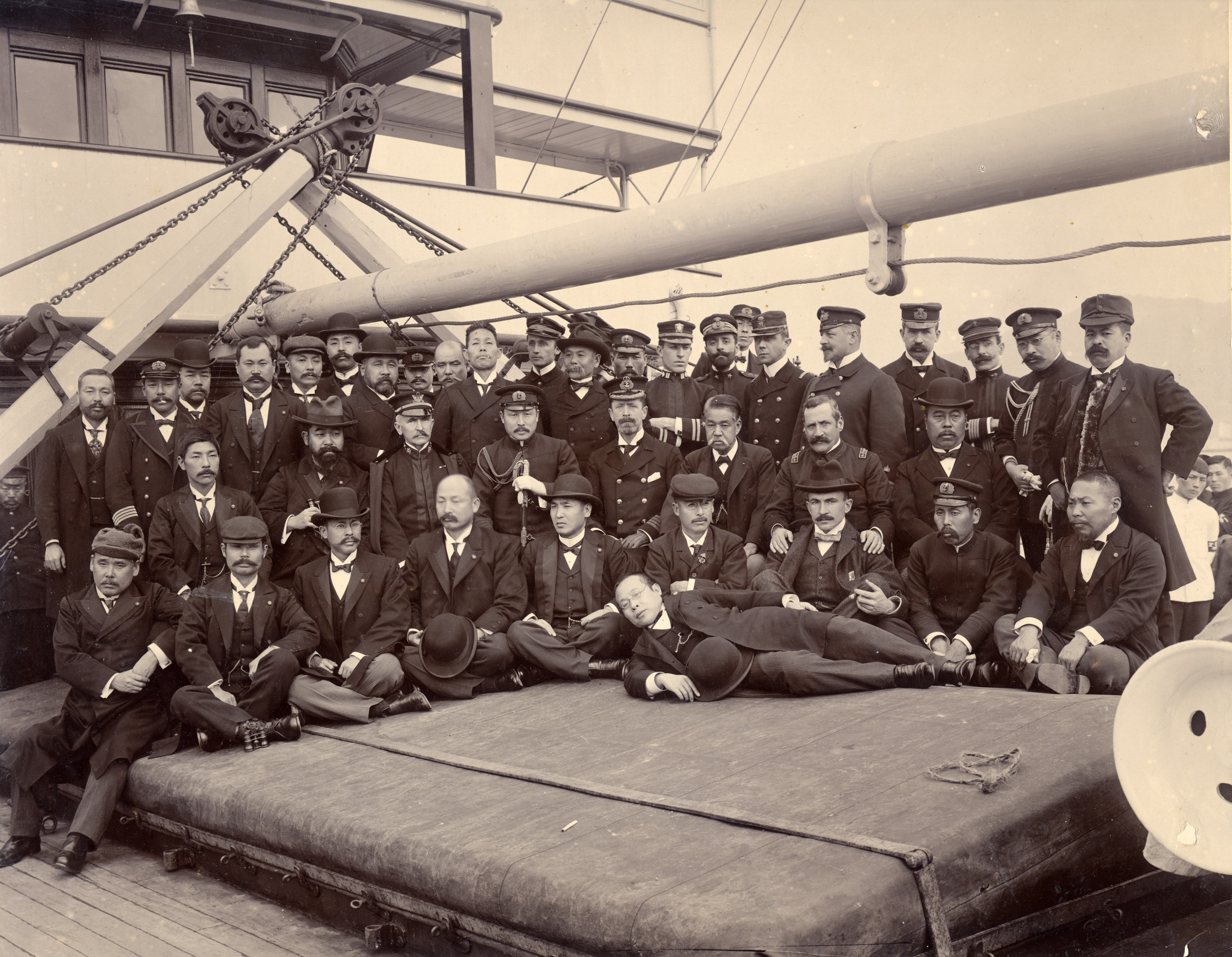
L'amiral embarque à Yokohama pour Port Arthur le 29 décembre 1904.

### Origines
La famille Burzagli est une des familles les plus anciennes de Montevarchi avant de résider dans une frazione, à Poggiolo de Moncioni, à partir du XVIIIe siècle. Le père d'Ernesto, Vincenzo, nait dans ce lieu avant de s'établir au milieu du XIXe siècle à Modène en qualité de titulaire de la chaire de physique auprès de l'école militaire royale de Modène.
C'est dans cette ville que nait Ernesto Burzagli, le 7 juin 1873.

### Formation et début de carrière
Ernesto préfère la mer à la terre ferme et il entre à l'académie navale en 1887 pour en sortir aspirant en 1892. Après une première expérience en tant que second sur plusieurs navires, il occupe, du 21 mai 1904 au 21 avril 1906, le poste d'attaché militaire à Tokyo. En sa qualité de diplomate, il est invité, du 29 décembre 1904 au 1er janvier 1905, à suivre les opérations de la guerre russo-japonaise sur le théâtre d'opération de Port Arthur tombé aux mains des Japonais. Son séjour dans la capitale du Japon ne passe pas inaperçu, peu avant son départ pour l'Italie, il est reçu en audience par l'empereur Meiji.
En 1912, il retrouve le groupe des capitaines de corvette qui doivent commander les nouvelles unités de destroyer de classe intrépide. Promu au grade de capitano di fregata (capitaine de frégate) en 1914, il combat pendant la Première Guerre mondiale en tant que commandant dans une escadre de destroyers, le RCT Orsini, puis, de mai 1916 à mars 1917, comme sous-chef d'État major du commandant en chef de l'armée, ce qui lui vaut la promotion, à titre exceptionnel, au grade de capitano di vascello (capitaine de vaisseau).
Au cours de la dernière partie du conflit il est nommé chef de cabinet du ministre de la Guerre et le 28 février 1918, il reçoit l'insigne de l'ordre militaire de Savoie.

### Entre-deux-guerres

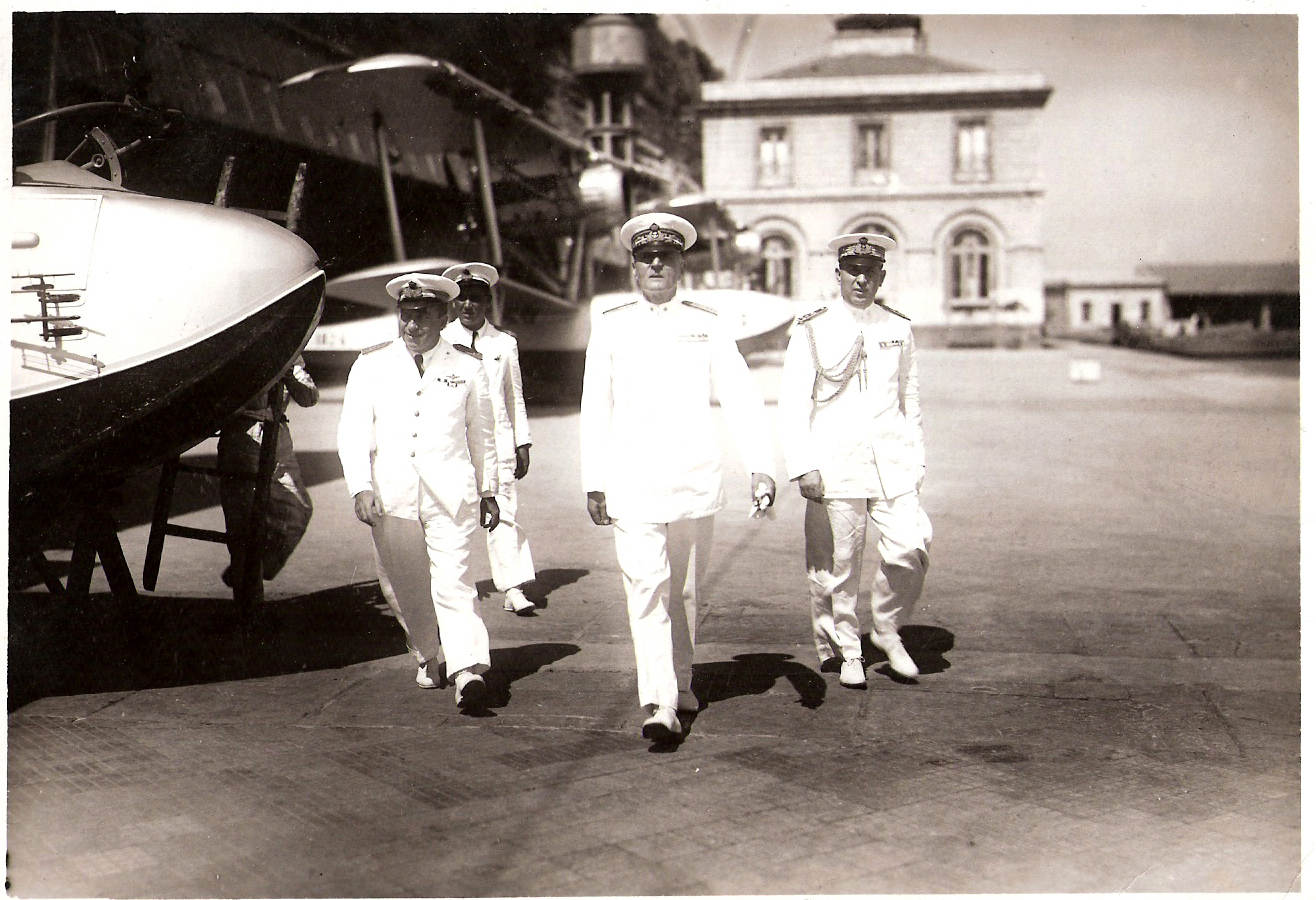
Ernesto Burzagli et ses officiers

À la fin de la guerre, en 1919, Ernesto Burzagli est en Albanie pour commander la base navale de Vlora et lors de l'insurrection albanaise de 1920, il participe en qualité d'observateur officiel par différents vols de reconnaissance derrière les lignes ennemies pour lesquels il reçoit la médaille de bronze de la valeur militaire : «Pendant la révolte albanaise, il s'est volontairement offert comme observateur d'hydro-volant réalisant de nombreuses missions de guerre, descendant à basse altitude sur les positions ennemies malgré le feu nourri et concentré de l'adversaire et montrant en toute circonstance sang froid, courage et un grand sens du devoir». Entre septembre et octobre 1920, il est aussi président de la commission mixte italo-albanaise pour la définition des frontières de l'Albanie.
Aux commandes du croiseur Libia, de février 1921 à février 1923, il réalise avec succès le tour du globe ce qui lui permet d'obtenir le grade de contrammiraglio, le commandement de l'académie navale et de l'Istituto di Guerra Marittima.
Dans le cadre de ses travaux académiques, il se consacre aux études sur la conduite de la navigation et il publie à Gênes, en 1927, un traité en quatre volumes intitulé Manuale dell'Ufficiale di Rotta devenu un classique et qui est par la suite traduit en plusieurs langues.
Il quitte son poste en 1927 afin d'occuper celui de chef d'état-major de la Marine qu'il assumera jusqu'en 1931.

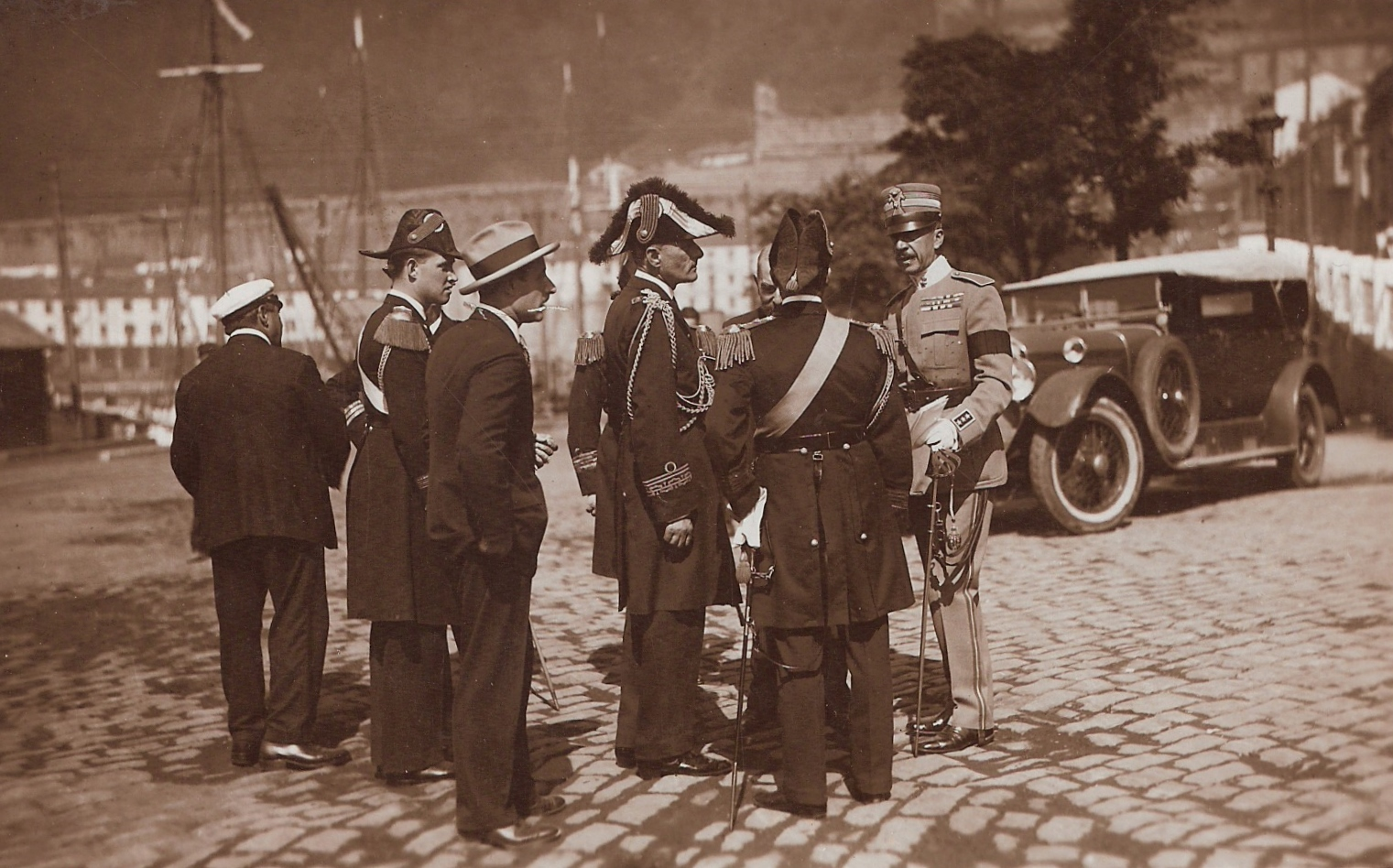
Avec le Roi.

Il est conseiller technique de la délégation italienne lors de la Conférence navale de Londres de 1930 pour la réduction des armements. Devenu ammiraglio di divisione en 1926, deux ans plus tard, il obtient le grade d'ammiraglio di squadra, puis en 1940, celui d'amiral d'armée. Le 3 novembre 1933, il est nommé sénateur.

### Retrait de la vie militaire
Ernesto Burzagli quitte le service actif pour limite d'âge atteint le 7 juin 1936 et se retire à Montevarchi. Il est en désaccord avec Mussolini en raison de sa forte opposition à l'entrée en guerre. Un désaccord qui éclate en plein jour au printemps de 1944 lorsqu'il refuse de coopérer avec les autorités de la République sociale italienne qui décide de son arrestation. On peut lire dans un rapport des carabiniers de Montevarchi en date du 5 juillet 1951 :

« Le soussigné maréchal major Colligiana Otto, commandant titulaire de la brigade des carabiniers de Montevarchi, à la demande de Mme Laura Mannozzi Turini veuve Burzagli, après avoir recueilli les informations nécessaires, est en mesure de déclarer que son excellence l'Amiral Burzagli au cours de la période trouble, a eu à souffrir de tortures physiques et morales par des éléments incontrôlés provoquant un collapsus.
Il résulte qu'au cours de la première perquisition, parmi d'autres choses, la voiture appartenant au commandant Mimbelli laissé à l'Amiral Burzagli fut prise. Au cours d'une des perquisitions suivantes, malgré les résultats négatifs des accusations imaginaires, il fut extrait de son domicile de manières violentes et vulgaires et fut chargé dans un camion qui, selon les fauteurs de troubles, devrait le conduire à Arezzo où il devait être immédiatement fusillé. Il résulte qu'il put avoir la sauve vie seulement grâce à l'intervention d'un ancien officier de Marine d'Arezzo qui était en poste dans la caserne Piave »

Il est enterré dans le cimetière de Montevarchi.

## Galerie

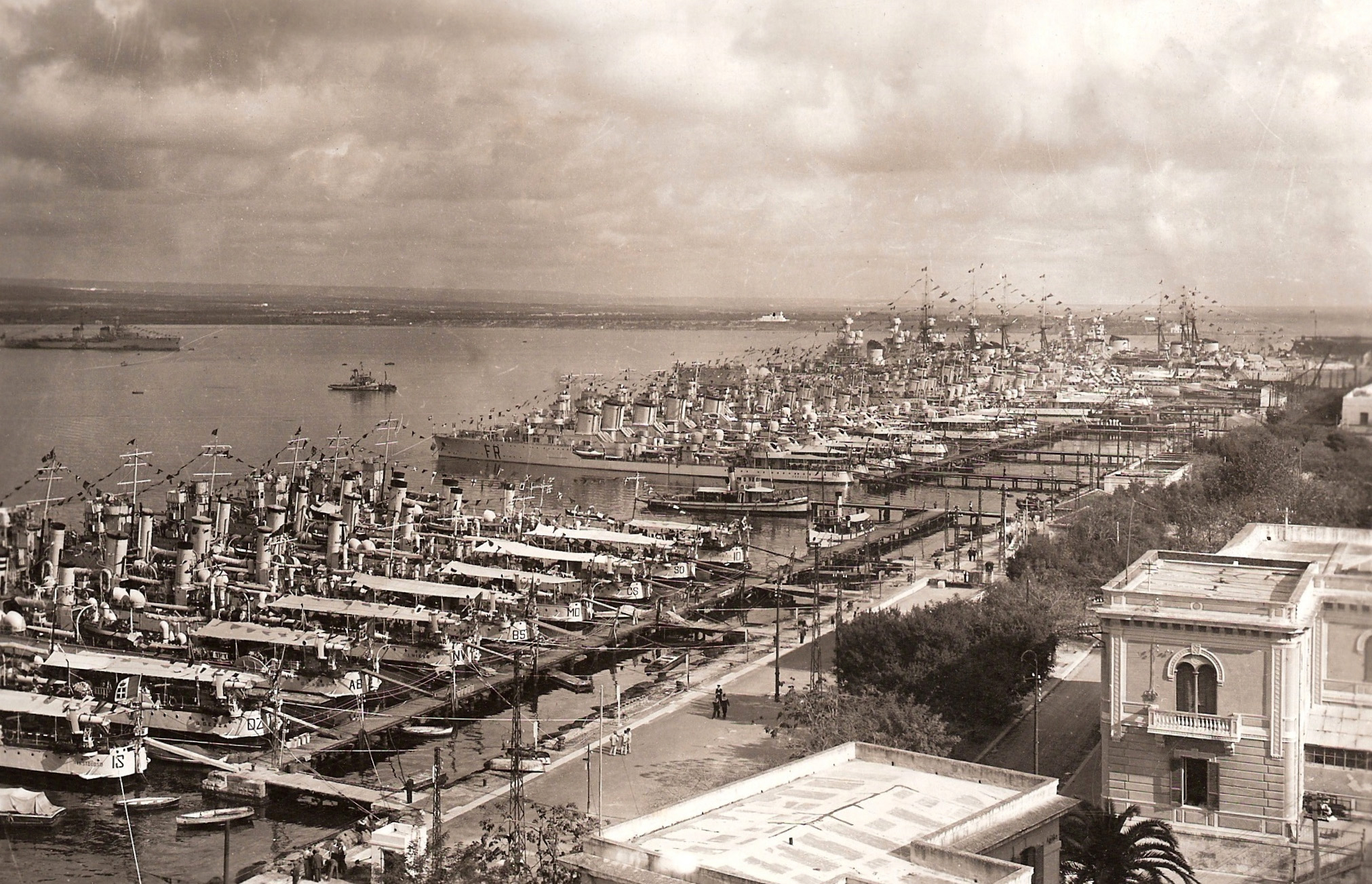
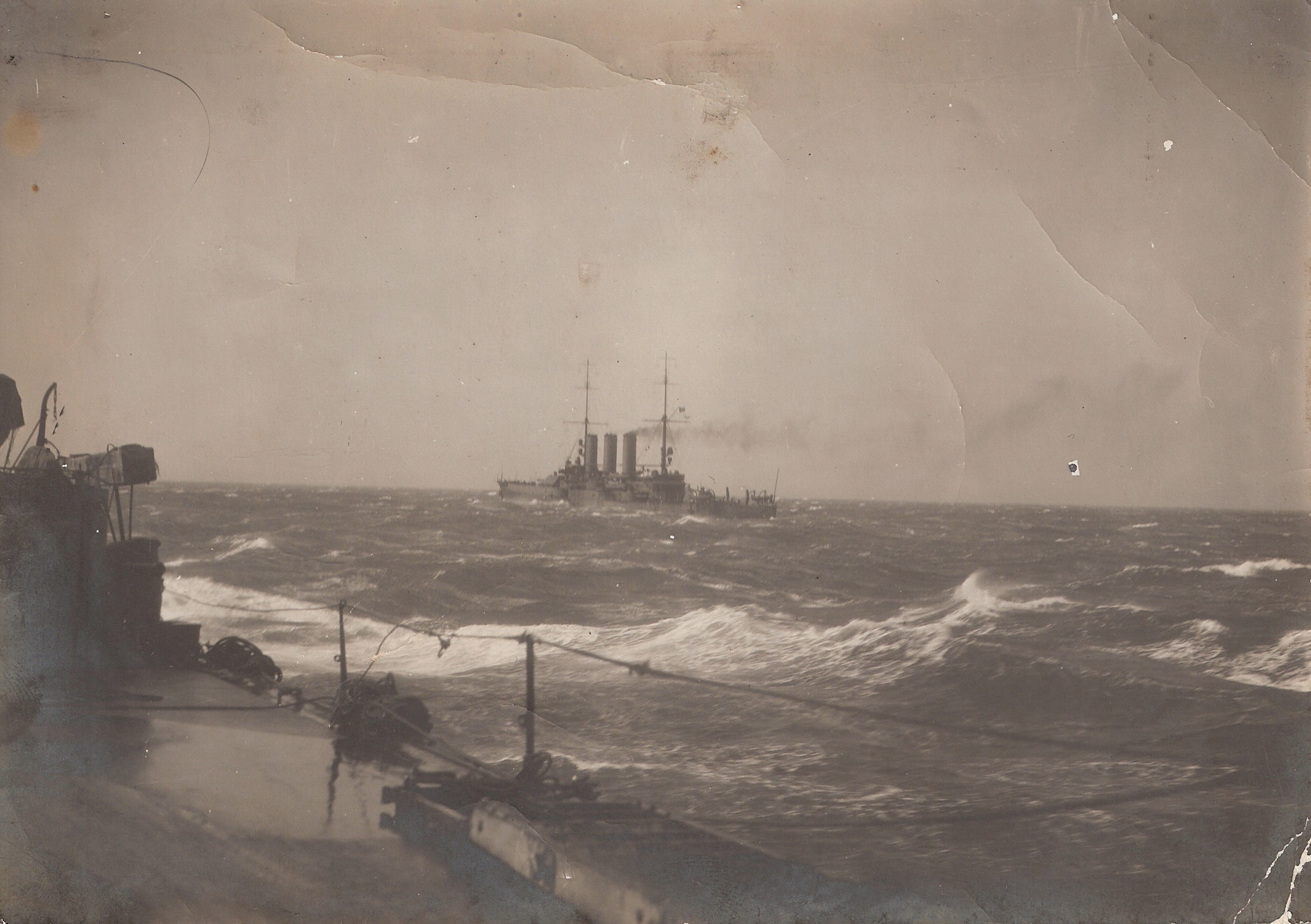
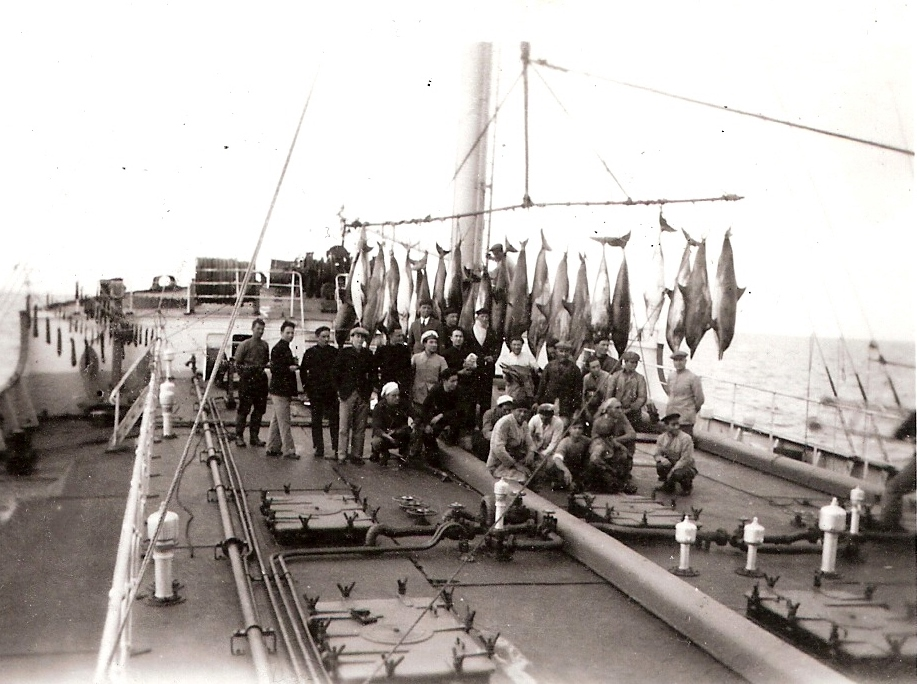
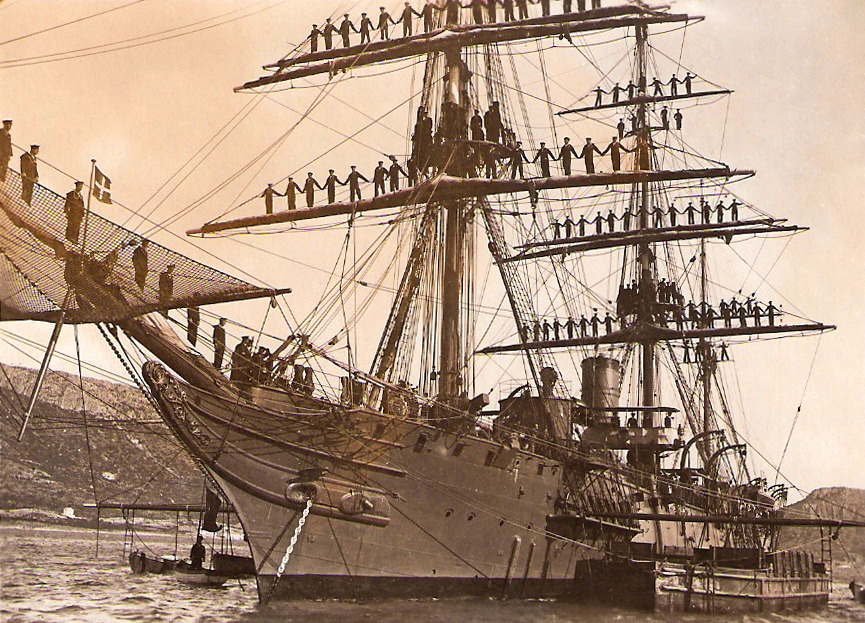
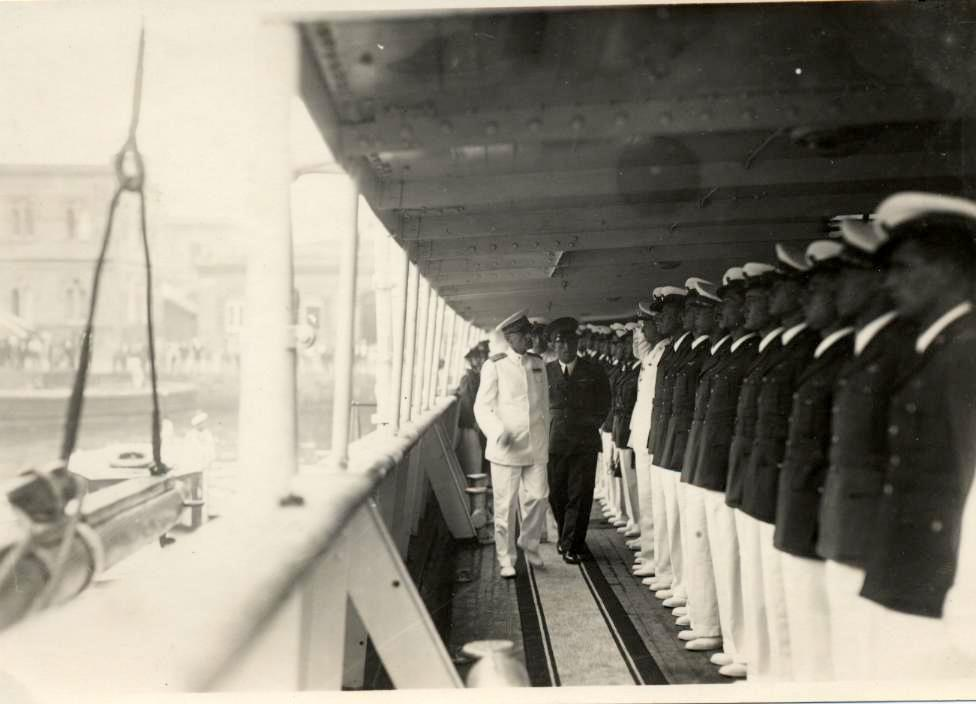
Captiaine Burzagli à bord du RM Libia (1922).
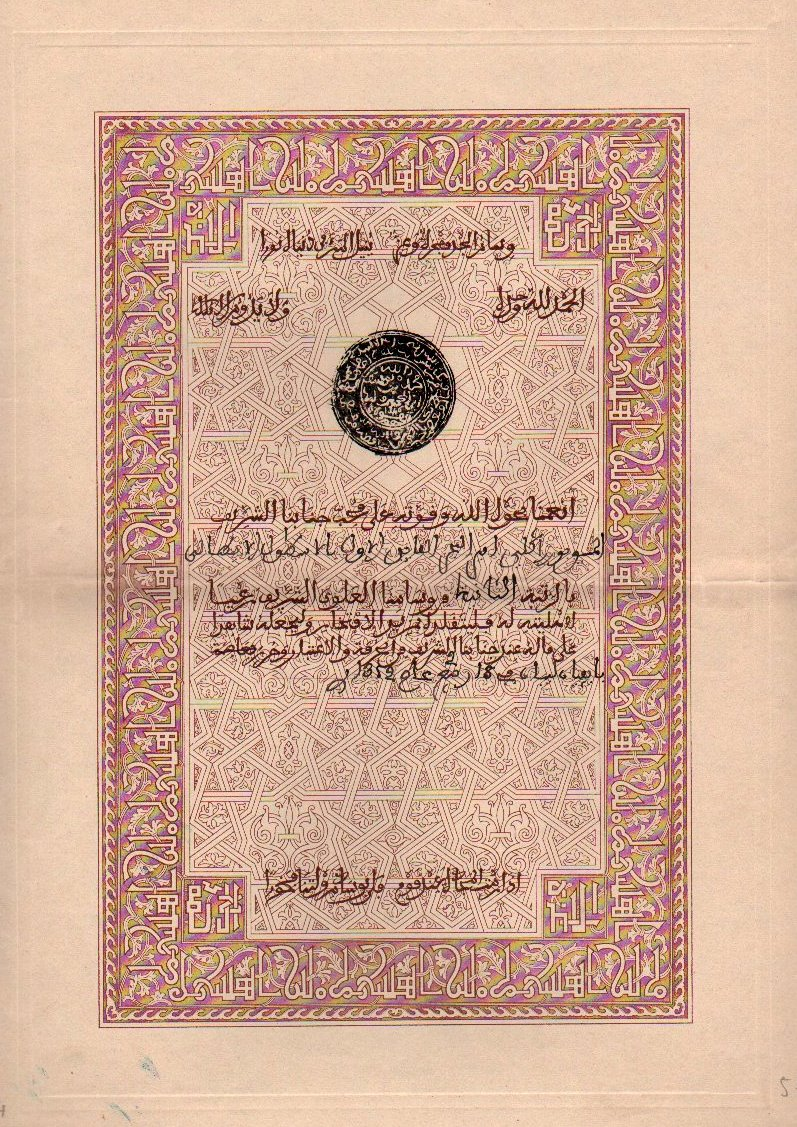
Grand officier de l'ordre du Ouissam Alaouite pour Ernesto Burzagli en 1922
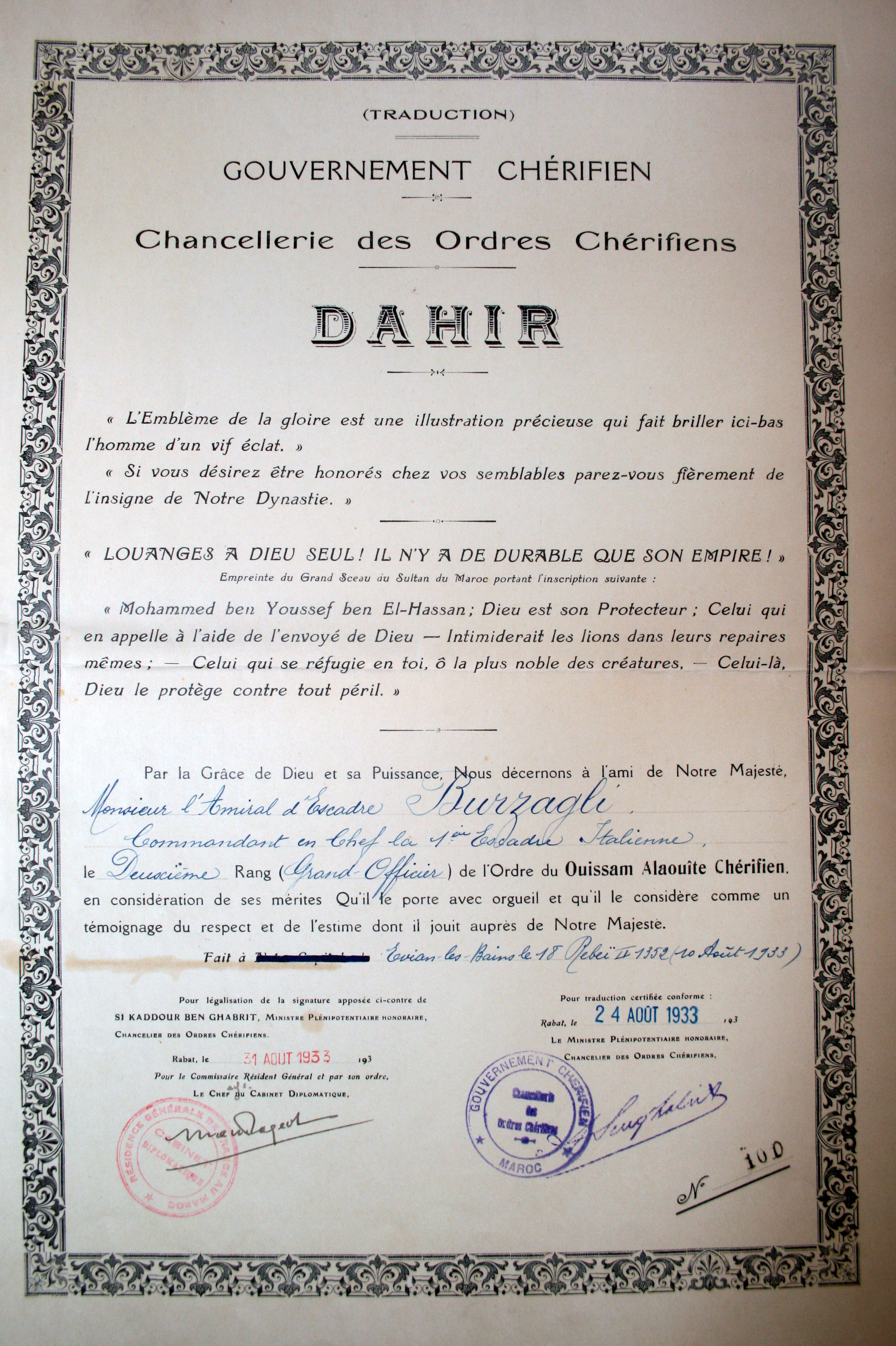
Grand officier de l'ordre du Ouissam Alaouite pour Ernesto Burzagli en 1933

## Récompenses et décorations
- Chevalier grand-croix de l'ordre des Saints-Maurice-et-Lazare
- Chevalier grand-croix de l'ordre de la Couronne d'Italie
- Médaille de bronze de la Valeur militaire
- Médaille mauricienne pour Mérite militaire de 10 lustres
- Médaille commémorative de la campagne d'Afrique
- Médaille commémorative de la guerre italo-turque 1911-1912
- Médaille commémorative de la guerre italo-autrichienne 1915–1918
- Médaille commémorative de l'Unité de l'Italie
- Médaille interalliés de la Victoire
- Médaille d'honneur pour longue navigation
- Chevalier de la Légion d'honneur de France
- Compagnon de l'ordre du Bain du Royaume-Uni
- Commandeur de Ire classe de l'ordre de la Rose blanche de Finlande
- Chevalier de l'ordre du Soleil Levant, chevalier de l'ordre du Trésor sacré Tesoro, médaille d'honneur de Kisho Jugun de la guerre russo-japonaise du Japon
- Grand officier de l'ordre du Ouissam alaouite du Maroc (1933)
- Grand officier de l'ordre d'Orange-Nassau des Pays-Bas
- Commandeur de l'ordre du Soleil et Médaille du centenaire de l'indépendance 1821-1921 du Pérou
- Grand officier de l'ordre militaire de Saint-Benoît de Avis du Portugal
- Grand officier de l'ordre de l'Étoile de Roumanie
- Chevalier de l'ordre de Sainte-Anne de Russie
- Chevalier grand-croix de l'ordre du Mérite naval d'Espagne
- US Navy Cross